# Swietenia mahagoni
Swietenia mahagoni (L.) Jacq., conhecida pelos nomes comuns de mogno e mogno-das-índias-ocidentais, é uma espécie de árvore do género Swietenia da família Meliaceae, nativa do sul da Flórida e das ilhas das Caraíbas, incluindo as Bahamas, Cuba, Jamaica e Hispaniola. Foi a partir desta espécie que se iniciou na Europa ocidental o uso da madeira actualmente comercializada sob a designação comercial de mogno. O estado de conservação da espécie Swietenia mahagoni está listado como "espécie em perigo" na Preservation of Native Flora of Florida Act (Lei de Preservação da Flora Nativa da Flórida), a legislação que regula a manutenção da biodiversidade vegetal na Flórida.